# Abromeitiella
Genre
Synonymes
- Deuterocohnia Mez (préféré par BioLib)[2]
- Lindmania subg. Azorellopsis Hauman[1]
- Meziothamnus Harms[1],[2]

Abromeitiella est un ancien genre de plantes de la famille des Bromeliaceae créé par Carl Christian Mez. L'analyse de son ADN l'a fait transférer et incorporer dans le genre Deuterocohnia,.
Il portait le nom du botaniste allemand Johannes Abromeit.

## Description
Il s'agit d'une plante vivace. Elle possède un feuillage persistant, composé de feuilles en rosettes, qui peuvent être plus ou moins épineuses. Elle peut atteindre une taille de 10 à 50 cm. En poussant elle prend une forme semblable à un coussin.

## Écologie et répartition
Ce type de bromeliaceae se développe sur un sol sec, de sable ou de graviers, dans un environnement ensoleillé. Elle supporte mal l'humidité. tant qu'elle reste dans un environnement sec, elle peut résister à des températures descendant jusqu'à -5°C. 
Elle fleurit généralement en hiver.
On la retrouve généralement dans des régions montagneuses ou très sèches.

## Liste d'espèces
Selon BioLib (9 juillet 2018) :
- Deuterocohnia bracteosa W. Till & L. Hrom.
- Deuterocohnia brevifolia (Griseb.) M. A. Spencer & L. B. Sm.
- Deuterocohnia brevispicata Rauh & L. Hrom.
- Deuterocohnia chrysantha (Phil.) Mez
- Deuterocohnia digitata L.B. Sm.
- Deuterocohnia gableana R. Vásquez & Ibisch
- Deuterocohnia glandulosa E. Gross
- Deuterocohnia haumanii A. Cast.
- Deuterocohnia longipetala (Baker) Mez
- Deuterocohnia lorentziana (Mez) M.A. Spencer & L.B. Sm.
- Deuterocohnia lotteae (Rauh) M.A. Spencer & L.B. Sm.
- Deuterocohnia meziana Kuntze ex Mez
- Deuterocohnia pedicellata W. Till
- Deuterocohnia recurvipetala E. Gross
- Deuterocohnia scapigera (Rauh & L. Hrom.) M.A. Spencer & L.B. Sm.
- Deuterocohnia schreiteri A. Cast.
- Deuterocohnia seramisiana R. Vásquez, Ibisch & E. Gross
- Deuterocohnia strobilifera Mez

Selon Tropicos (9 juillet 2018) (Attention liste brute contenant possiblement des synonymes) :
- Abromeitiella abstrusa A. Cast.
- Abromeitiella brevifolia (Griseb.) A. Cast.
- Abromeitiella chlorantha (Speg.) Mez
- Abromeitiella lorentziana (Mez) A. Cast.
- Abromeitiella lotteae Rauh
- Abromeitiella pulvinata Mez
- Abromeitiella scapigera Rauh & L. Hrom.